# Informe Grin
El Informe Grin o Reporte Grin es un informe presentado por el profesor de origen suizo, catedrático de la Universidad de Ginebra y especialista en Economía Lingüística, François Grin. 
Este informe busca dar respuesta a esta pregunta ¿Cuál sería la mejor elección de lenguas de trabajo en la Unión Europea? Se concluye esencialmente que el actual predominio del inglés, en la Unión Europea y en el mundo, subsidia al Reino Unido entre 17 000 y 18 000 millones de euros anuales, cantidad equivalente al 1 % de su PNB (290 € por británico) y más del triple que el Cheque británico. No se trata del total de los pagos económicos al Reino Unido por causas lingüísticas, sino del 75 % de los mismos, que el autor considera fruto de la hegemonía del inglés, y no del mero peso demográfico de la lengua en sí.
Estos ingresos son producto de la venta de literatura y tecnología relacionada con el inglés, que el Reino Unido no necesita traducir, de aproximadamente un millón de estudiantes que viajan a Reino Unido anualmente para aprender inglés, y producto también del ahorro que supone no tener que aprender lenguas extranjeras en las escuelas británicas. Dicho estudio fue subsidiado y posteriormente publicado por el Alto Consejo de Evaluación del Sistema Educativo, entidad autónoma que evalúa la enseñanza dentro de Francia.
El informe también analiza tres escenarios posibles para la Europa actual:
1. El inglés como lengua única
2. El multilingüismo y como lenguas francas el inglés, el alemán y el francés siendo las lenguas que aportan más hablantes dentro de la Unión Europea.
3. La elección del Esperanto como lengua de trabajo interna en los órganos de la Unión Europea

La última opción se muestra como la más barata e igualitaria. Según este informe, dicha política podría conducir a un ahorro neto anual de más de 25 000 millones de euros para la Unión Europea cada año (más de 54 € por ciudadano de la UE). Esto tiene un interés directo para el 85 % de la población de la Europa de los 28. 
Sin embargo, esta opción se considera como lejana por los fuertes prejuicios contra el esperanto y la desinformación al respecto. Aconseja de igual manera que de ser aprobada dicha iniciativa se lance una campaña publicitaria que involucre a los gobiernos de todos los Estados miembros, que ponga de manifiesto las desigualdades lingüísticas y exhorte al uso Esperanto. 
Desde 2013 existe  en Avaaz. una petición para recoger firmas y que la UE siga así las recomendaciones del informe Grin.
Se podría pensar, a primera vista, que solo es necesario reemplazar el inglés por el esperanto, sustituyendo el "todo en inglés" por un "todo en esperanto". A pesar de esta semejanza superficial, las diferencias entre estos dos entornos lingüísticos son considerables:
- Con el uso de esperanto, todos las transferencias injustas debido al "todo en inglés" desaparecen. Esto también se aplica al "efecto de legitimación" o al "efecto retórico" (que no son cuantificados en el estudio). La importancia simbólica de este resultado sigue siendo más importante.
- Aprender esperanto es considerablemente más rápido que el aprendizaje de cualquier lengua natural. Esto es cierto, aunque dependiendo en cierta medida de cual sea la lengua materna del estudiante. La ventaja quizá más evidente sería para los hablantes nativos de una lengua romance, pero existe incluso para los hablantes de lenguas no indoeuropeas, a pesar de que el vocabulario está compuesto básicamente a partir de lenguas indoeuropeas.[2]
- Ya que el esperanto "no es la lengua de nadie, y por lo tanto es la lengua de todo el mundo",[3] su propagación es una amenaza mucho menor que la del inglés para las lenguas existentes. Además, el idioma tiene como objetivo ser un segundo idioma, preservando así cualquier idioma nativo, aunque existan cientos de casos de hablantes nativos alrededor del mundo.

### Documentos externos
- ¡PAGAMOS 17 000 MILLONES DE EUROS POR AÑO A LA ECONOMÍA BRITÁNICA! (más de 250 € a cada uno)